# De Komst van de Schaduw
De Komst van de Schaduw is het vierde deel in de epische fantasyserie Het Rad des Tijds, geschreven door de Amerikaanse schrijver Robert Jordan. De serie verhaalt over vijf jonge mensen uit het vredige dorp Emondsveld die het middelpunt worden van een vernietigende reeks gebeurtenissen die de wereld veranderen. Het werd voor het eerst in 1992 gepubliceerd onder de Engelse titel The Shadow Rising.

## Samenvatting van het boek
De Herrezen Draak heeft de Steen van Tyr ingenomen. Alle banden zijn gebroken, de Verzakers hebben de wereld betreden, en zelfs de Witte Toren van Tar Valon weet niet te ontkomen aan haar noodlot; de Amyrlin Zetel wordt afgezet en gesust, waarna Elaida Sedai als nieuwe Amyrlin wordt beëdigd. Terwijl Thom Merrilin de hoogheren van Tyr tegen elkaar uitspeelt, en Perijn Aybara en Mart Cauton uit alle macht trachten weg te komen van de Herrezen Draak, worstelt Rhand Altor met de Ene Kracht en bestudeert de 'Voorspellingen van de Draak'. Nadat Lanfir hem een 'vriendschappelijk' bezoek brengt, en de Steen wordt aangevallen door Trolloks, betreedt Rhand een Poort-ter'angreaal om antwoord te krijgen op zijn vragen. Dan drijft hij het zwaard Callandor in de vloer van de Steen en vertrekt naar de Aiel-woestijn.
Ondertussen reizen Perijn, Faile Bashere, Loial, Gaul en de Aiel speervrouwen Chiad en Bain via de Saidinwegen naar Tweewater, waar zowel Trolloks als de Kinderen van het Licht voor veel overlast zorgen. Bovendien wordt Perijn gedwongen om in zijn 'Wolfsdromen' de gevaarlijke 'Slachter' te bestrijden. In Emondsveld hoort Perijn dat zijn familie is gedood door de Witmantels, en dat deze Marts familie gevangen houden. Met hulp van Verin Sedai en Alanna Sedai, hun zwaard-handen en enkele mannen uit Emondsveld, weet Perijns groep de familie Cauton te bevrijden, waarna ze de Trolloks bestrijden. Hierna keert Perijn terug naar Emondsveld, waar hij als held ontvangen wordt. Ten slotte sluiten Loial en Gaul de Saidinpoort, en wordt een laatste massale aanval van Trollocks dankzij de hulp van omliggende dorpen afgeslagen, waarna Perijn zijn Faile huwt, en de Witmantels wegstuurt uit Tweewater.
Ondertussen zijn Nynaeve Almaeren, Elayne Trakand, Thom Merrilin en Juilin in de gevaarlijke stad Tanchico beland, waar zowel de Zwarte Zusters als de Verzaker Moghedien trachten een mannelijke A'dam te bemachtigen om Rhand mee te ketenen. Als Nynaeve op onderzoek uit gaat in de Tel'aran'rhiod ontdekt ze dat zowel de A'dam als de Zwarte Zusters in het paleis van de Panarch zijn. Bovendien wordt ze door de heldin Birgitte gewaarschuwd voor Moghedien. Elayne en de Seanchaanse Egaenin bevrijden de gevangen Panarch, terwijl Nynaeve de A'dam weet te bemachtigen en met Mogedhien strijdt. Ten slotte krijgt schipper Baile Domon de taak om de A'dam in de oceaan te gooien.
Rhand, Mart, Egwene Alveren, Moraine Sedai, Lan Mandragoran en de Aieltroepen reizen via een Portaalsteen naar Rhuidean. Zowel Rhand als Mart betreden de mysterieuze Aiel-stad, ondanks de bezwaren van Shaido-'leider' Couladin. Rhand ziet er de zeer bewogen geschiedenis van de Aiel en wordt getekend als de Car'a'carn; het voorspelde hoofd der Aiel-hoofden. Later toont Couladin de tekenen van de Car'a'carn, maar Rhand weet de Shaido vervolgens te ontmaskeren. Dit resulteert in een strijd tussen de verschillende Aiel-clans. Dan leidt Lanfir Rhand naar Rhuidean, waar hij de val die de Verzaker Asmodean voor hem heeft uitgezet weet te ontlopen. Rhand neemt de Verzaker gevangen, waarna Asmodean met 'instemming' van Lanfir wordt gedwongen om Rhand te gaan onderwijzen in de Ene Kracht. Ten slotte keert Rhand terug naar Alcair Dal, waar een slechts deel van de Aiel besloten heeft om de Car'a'carn te volgen.
Het Oog van de Wereld · De Grote Jacht · De Herrezen Draak · De Komst van de Schaduw · Vuur uit de Hemel · Heer van Chaos · Een Kroon van Zwaarden · Het Pad der Dolken · Hart van de Winter · Viersprong van de Schemer · Mes van Dromen · De Naderende Storm · De Torens van Middernacht · Het Licht van Weleer — 
Prequel: Een Nieuw Begin